# Sebastián Eguren
Sebastián Eguren Ledesma (* 8. Januar 1981 in Montevideo) ist ein ehemaliger uruguayischer Fußballspieler. Er besitzt neben der uruguayischen auch die schwedische Staatsbürgerschaft.

## Karriere

### Verein
Eguren unternahm seine ersten fußballerischen Schritte im Alter von fünf Jahren bei El Hornero. Mit dieser Mannschaft gewann er 1986 und 1991 Meisterschaften. Anschließend wechselte er zu den Montevideo Wanderers, bei denen er in der Folgezeit sämtliche Jugendmannschaften durchlief. Er begann seine Profi-Laufbahn 1999 bei ebendiesem Verein in der Primera División. Bei den Bohemios spielte er bis 2002 unter Trainer Daniel Carreño und stieg zum Mannschaftskapitän auf. Es folgte ein Abstecher zu Nacional Montevideo. Bei diesem Verein, dessen Fan er seit Kindheitstagen war, wurde er nach einem positiven Dopingbefund, der bei einer zweiten Analyse im März 2004 bestätigt wurde, im April 2004 für sechs Monate gesperrt. In seiner Zeit bei Nacional betreuten ebenfalls Daniel Carreño sowie Santiago Ostolaza und Hugo de León den Verein. Bei den Bolsos kam er zu insgesamt 39 Einsätzen, in denen er fünf Tore erzielte.
Nach seiner kurzzeitigen Rückkehr zu den Wanderers, bei denen zu jener Zeit erneut Daniel Carreño sein Trainer war, wechselte er im Juli 2005 nach 15 absolvierten Spielen (3 Tore) nach Europa und ging zu Rosenborg BK. Unter der Ägide von Per-Mathias Høgmo wurde er 23 mal eingesetzt (kein Tor). Sodann wurde er im Sommer 2006 nach Schweden an Hammarby IF verliehen. Bis 2008 gelangen ihm dort in 36 Spielen unter Trainer Tony Gustavsson 13 Tore und er avancierte zu einer der Stützen der Mannschaft. Im Dezember 2006 wurde er vom Erstligisten im Tausch gegen Fredrik Stoor fest verpflichtet und erhielt einen Vertrag bis 2009.
Zur Rückrunde der Saison 2007/2008 wurde Sebastián Eguren an den spanischen Erstligisten FC Villarreal ausgeliehen. Der FC Villarreal, bei dem er schnell Fuß fasste und gemeinsam mit Marcos Senna ein solides Mittelfeld-Tandem bildete, zog die Kaufoption und verpflichtete Eguren bis zum 30. Juni 2011 für 1,3 Millionen Euro. Bis 2009 kam er beim spanischen Klub unter den Trainern Manuel Pellegrini und Ernesto Valverde auf 62 Spiele, bei denen für ihn aber lediglich ein Treffer verzeichnet werden konnte. Nachdem zwischenzeitlich Lazio Rom ein Interesse an der Verpflichtung Egurens bekundet hatte, scheiterte ein solcher Wechsel, da Lazios Präsident Bedenken hinsichtlich des Gesundheitszustandes Egurens äußerte.
Im Juli 2010 unterschrieb Eguren, nachdem er zuvor ein halbes Jahr für die von Mikael Stahre trainierten Schweden von AIK Solna spielte, einen Dreijahresvertrag bei Sporting Gijón. Sein dortiger Trainer war Manuel Preciado. Während er in seiner ersten Saison bei den Spaniern 30 Ligaeinsätze (ein Tor) verzeichnen konnte, kamen in der zweiten Spielzeit nur noch 19 weitere (zwei Tore) hinzu.
Nach dem Abstieg von Sporting Gijón in die zweite spanische Liga wechselte Eguren zum paraguayischen Erstligisten Club Libertad in Asunción und unterschrieb einen Zweijahresvertrag mit Option für ein drittes Jahr. Mit dem Klub gewann er die Clausura 2012.
Er absolvierte bei den Paraguayern insgesamt 26 Partien in der Meisterschaft und erzielte vier Treffer. Zudem wurde er in drei Partien der Copa Libertadores eingesetzt. Anfang Juli 2013 löste Eguren seinen Vertrag mit Libertad auf, nachdem er in der Apertura 2013 und Copa Libertadores nur wenig Einsatzzeit erhalten hatte. Am 5. Juli 2013 unterschrieb er bei SE Palmeiras in São Paulo (seinerzeit Teilnehmer der Série B in Brasilien) einen Vertrag über 18 Monate. Bei den Brasilianern lief er 25-mal in der Liga (drei Tore) und einmal (kein Tor) in der Copa do Brasil auf. Ende Januar 2015 kehrte er nach Uruguay zurück und setzte seine Karriere erneut bei den Montevideo Wanderers fort. Eguren, der von den Wanderers vor allem im Hinblick auf die anstehende Copa-Libertadores-Teilnahme verpflichtet worden war, verabschiedete sich jedoch bereits am 11. Februar 2015 noch vor Beginn dieses Turniers und drei Tage vor dem Start der Clausura ohne Pflichtspieleinsatz und band sich im Rahmen eines Leihgeschäfts an den argentinischen Klub CA Colón. Wanderers-Vereinspräsident Fernando Nopitsch äußerte sich dahingehend, dass man Eguren diesen Karriereschritt nicht verbauen wolle. Er bestritt für die Argentinier in der Folgezeit acht Erstligaspiele (kein Tor) und eine Partie (kein Tor) in der Copa Argentina. Im Juli 2015 löste er seinen dortigen Vertrag auf und setzte seine Karriere anschließend bei Nacional Montevideo fort. Bei den „Bolsos“ lief er in der Spielzeit 2015/16 in elf Erstligaspielen (kein Tor), dreimal (kein Tor) in der Copa Sudamericana 2015 und viermal (kein Tor) in der Copa Libertadores 2016 auf. Er beendete 2016 seine Karriere.

### Nationalmannschaft
Eguregehörte 2001 der uruguayischen U-20-Auswahl an, die an der U-20-Südamerikameisterschaft 2001 in Ecuador teilnahm. Dort kam er mindestens bei der 0:1-Niederlage im Gruppenspiel gegen Kolumbien zum Einsatz.
Für die A-Nationalmannschaft Uruguays absolvierte er sein Debüt am 13. Juli 2001 anlässlich der Copa América 2001 in Kolumbien im Gruppenspiel gegen Bolivien. Eguren nahm an der Fußball-Weltmeisterschaft 2010 in Südafrika und an der Copa América 2011 teil, bei der Uruguay den 15. Titel gewann. Vom 15. bis 30. Juni 2013 nahm er mit der „Celeste“ am FIFA Konföderationen-Pokal in Brasilien teil, in der das Team den vierten Platz belegte. Sein bislang letzter Einsatz für die Nationalmannschaft datiert vom 14. August 2013. Einschließlich dieses Spiels sind bislang 54 Länderspieleinsätze für Eguren belegt. Dabei erzielte er sieben Tore. Eguren gehörte dem vorläufigen, 25 Spieler umfassenden Aufgebot für die Weltmeisterschaft 2014 in Brasilien an, wurde aber ebenso wie Alejandro Silva letztlich für das Turnier nicht berücksichtigt.

## Erfolge
- 2001: Liguilla Pre-Libertadores
- 2003: Gewinn des Torneo Apertura (Uruguay)
- 2004: Gewinn des Torneo Clausura (Uruguay)
- 2007: UI-Cup
- 2010: Supercupen
- 2011: Copa América
- 2012: Gewinn des Torneo Clausura 2012 (Paraguay)

## Auszeichnungen
Im Rahmen der Ehrungen der besten uruguayischen Sportler des Zeitraums 2009–2010 („Deportista del Año“) wurde er am 28. März 2011 seitens des Comité Olímpico Uruguayo im Teatro Solís als bester Sportler des Jahres 2010 in der Sparte „Hallenfußball“ ausgezeichnet.

## Privates
Eguren ist verheiratet und Vater zweier Kinder.
Während der Fußball-Weltmeisterschaft 2010 in Südafrika initiierte er die Gründung der Fundación Celeste, eine Stiftung, die zum Teil von den Spielern der uruguayischen Nationalmannschaft finanziert wird und benachteiligte Kinder in Uruguay fördert.